# توخلین گایوفکا
توخلین گایوفکا (به لاتین: Tuchlin-Gajówka) یک منطقهٔ مسکونی در لهستان است که در Gmina Orzysz واقع شده‌است.